# Єгиптянин (фільм)
«Єгиптянин» (англ. The Egyptian) — американська історична драма режисера Майкла Кертіса 1954 року, знята за мотивами роману Мікі Валтарі «Синухет, єгиптянин».

## У ролях
- Едмунд Пурдом — Синухет
- Пітер Устінов — Капта
- Джин Сіммонс — Меріт
- Белла Дарві — Нефер
- Віктор Метюр[en] — Хоремхеб
- Майкл Вайлдінг — Ехнатон
- Анітра Стівенс — Нефертіті
- Джин Тірні — Бакетамон

## Сюжет
«Я почав життя один. І так же його і закінчу», — каже постарілий герой про себе на початку фільму, перш ніж розкрити перед глядачем історію свого життя.
Від небажаних дітей у Фівах позбувалися, укладаючи їх в очеретяні лодочки і відправляючи плисти по Нілу. Один такий човник знайшла пара бідних жителів, які й виростили знайденого хлопчика як свого сина. Його прийомним батьком став бідняк-лікар, рівному якому з мистецтва розтину черепа в Фівах не було. Одного разу під час операції батько сказав синові: «Смерті не треба боятися. У нашому ремеслі вона — наш вічний супутник, але цього разу ми її обдуримо. Дивися: цей маленький вузлик тисне на мозок. Коли я його приберу, ця людина зможе ходити, говорити і жити». — «Чому, батько? — поставив десятирічний Синухета питання, на який з тих пір буде шукати відповідь все життя. — Чому?» — «Ніхто не знає», — відповів йому батько.
Йшов час. Синухета поступив в школу життя і вивчився там на лікаря, а також знайшов друга і покровителя в особі Хоремхеба — сина сировара, який мріяв воювати на славу Єгипту. По закінченні школи Синухета відкрив свою справу — на достатній відстані від батьківського дому, щоб не перебивати клієнтуру у батька. Однак, до нього ніхто не йшов, і він відправився бродити по вулицях, намагаючись знайти собі пацієнтів, — а замість цього знайшов вірного слугу — одноокого Капто. За дивним збігом обставин в той же день помер фараон Аменхотеп III.
Увечері Синухета і Хоремхеб запивали в таверні горе останнього — того не взяли в палацову варту. Розпалившись, Хоремхеб запропонував поїхати в пустелю полювати на левів, не менше розпалений Синухета підтримав товариша, незважаючи на те, що Меріт (дівчина, що працювала в таверні) і Капто відмовляли його, жодного разу на полюванні не бував. У пустелі друзі наткнулися на людину, яка молилася сонячному диску — того мало не загриз лев, однак, Хоремхеб встиг застрелити хижака. Не встигнувши подякувати рятівників, чоловік знепритомнів, впавши в нападі епілепсії, і Сенухет вставив йому в рот предмет, що оберігає зуби від ушкоджень під час конвульсій, назвавши напад «релігійною хворобою» (так у давнину називали епілепсію). Коли Синухета і Хоремхеб спробували укласти його в колісницю, щоб привезти в місто, їх схопила наспіла стража на чолі з жерцями.
Через три дні невдачливих друзів призвали до фараона — людиною в пустелі був саме він — Аменхотеп IV Ехнатон. В порушення всіх колишніх законів («людина, що досягне фараона, повинен бути страчений незалежно від намірів») Ехнатон не просто помилував друзів, а й призначив Хоремхеба палацовим стражником, а Синухета — своїм особистим лікарем. Правда, останній відмовився, сказавши, що присягнувся лікувати тільки бідняків, однак, Ехнатон упросив його з'являтися в палац на його, Ехнатона, особисте прохання, якщо хтось із його домашніх захворіє.
Вдова цариця Тія, мати Ехнатона, закликала Синухета після аудієнції до себе — нібито для того, щоб він сказав їй, скільки їй залишилося жити. Нарікаючи на те, що вона народила фараона і відважну дочку — царівну Бакетатон, вона відмовилася виконати рекомендації новоявленого лікаря і відправила його геть.
Святкувати призначення друзі вирушили в ту ж таверну, а звідти Хоремхеб покликав Синухета в будинок відомої вавилонянки Нефер, що означає «Прекрасна». Закохався в красуню безневинний Синухета проводив дні і ночі у неї в будинку, благаючи подарувати йому свою любов, проте, вавилонянка грала з ним, вимагаючи різноманітних подарунків. Царівна Бакетамон, стурбована «безумством» царського лікаря, вмовила Хоремхеба підлаштувати так, щоб Синухета вирішив, ніби Нефер зрадила йому з найкращим другом, однак, їх план провалився, а вавилонянка, добилася того, що Синухета переписав їй свій будинок, будинок батьків і їх гробницю, і віддав їй свої лікарські інструменти. Втративши все і вперше в житті пізнавши зраду Синухета намагався втопити Нефер в її власному басейні, але вчасно підоспілі євнухи викинули його за двері, яка з тих пір закрилася для нього назавжди.
Убитий відчаєм, Синухета відправився в будинок батьків, який їм більше не належав, — і виявив там два трупи — хороший лікар знає не тільки способи врятувати життя, але і способи її відняти: його батьки випили отруту, попросивши в передсмертному листі Синухета НЕ засмучуватися їх смертю і пам'ятати, що він був єдиною радістю їх життя, надісланій їм богами. Роздавлений ударами долі, єгиптянин приносить тіла батьків в Будинок Смерті, де благає наглядача взяти його на роботу, щоб оплатити таким чином бальзамування тіл, яке повинно подарувати його батькам загробне життя.
Дев'яносто днів ніхто в Фівах не знав, де знаходиться Синухета. Коли він прийшов у Долину Царів на західному березі Нілу, якийсь добрий грабіжник допоміг йому закопати тіла, навіть не вкравши натомість лопату, а, ледь тіла були закопані, до гробниць прийшла Меріт, яка шукала Синухета, щоб нагодувати його і відігріти після холодних трьох місяців. Вона розповіла йому, що дочка фараона захворіла і померла, так як ніхто не міг знайти царського лікаря, і Ехнатон страшно гнівається і видав указ, яким зобов'язав стратити Синухета. На світанку лікар разом зі своїм вірним слугою покинув Фіви і почав довгу подорож по Єгипту і околицям, зцілюючи людей і завойовуючи славу, почесті і багатство. За межами Єгипту ніхто не знав про метод лікування розтином черепа, і його стали називати чарівником, — одного разу чарівник знадобився полководцю хеттів, які збирали армію для війни проти Єгипту.
Синухета зробив операцію і, отримавши в нагороду меч із заліза, повернувся до Фів, щоб показати меч своєму старому другу Хоремхебе, який на той час став головнокомандувачем єгипетської армією, і вмовити його почати бій першим. Хоремхеб був згоден, проте, проти був фараон — за час відсутності Синухета в Єгипті набув поширення культ нового єдиного бога Атона, який проповідував Ехнатон, і культ цей наказував милосердя, смиренність і людинолюбство. Ехнатон не тільки не дозволив виступити своїй армії проти загарбників, але і не стратив Синухета і навіть вибачився перед ним за те, що хотів стратити його.
Єгипет роздирали міжусобні війни. У палаці спіла змова. Жерцям не подобалися нові порядки єдиного бога, армії не подобалося миролюбність правителя, єдинокровній сестрі фараона, царівні Бакетамон, не подобалося бути всього лише царівною. Ключовою фігурою змови було вирішено зробити Синухета — той мав отруїти фараона. Навіть сам Ехнатон просив його «подарувати йому спокій», однак, Синухета відмовився, мотивувавши це тим, що лікар повинен рятувати життя, а не віднімати її.
Синухета пішов у місто — знайти будинок своїх батьків і поклонився йому. Неподалік від будинку він побачив, як зграйка десятирічних хлопчиків напала на свого однолітка і била його — за хрест анкх, який той носив на шиї в знак свого поклоніння Атону. Синухета розігнав негідників і з подивом впізнав мати хлопчика Меріт, свою давню любов. За час його відсутності вона викупила будинок його батьків і жила в ньому зі своїм сином — сином Синухета, зачатих в ту єдину ніч у Місті Мертвих. Їхній син, Той, звик грати з лікарськими інструментами (які Меріт також викупила) і мріяв вивчитися на лікаря, щоб лікувати бідних.
Вони стали жити разом і деякий час були абсолютно щасливі. Синухета відкрив практику, і до нього валом повалили пацієнти. Одного разу серед інших прийшла і Нефер — зубожіла й спотворена хворобою. Вона спробувала заплатити йому за лікування останнім, що у неї залишилося — намистом, подарованим Синухетом їй в їх першу зустріч, тим самим намистом, яким Ехнатон нагородив лікаря за свій порятунок від лева. Синухета не взяв плату.
Через деякий час Хоремхеб, не чекаючи наказу фараона, підняв армію на бій проти хеттів, правда, почав не з зовнішніх ворогів, а з внутрішніх — його воїни відловлювали шанувальників Атона на вулиці і вбивали їх. Синухета в цей час був у царівни Бакетатон. По ідеї жерців і Хоремхеба після смерті Ехнатона фараоном мав стати Хоремхеб, однак, зарозумілою царівні не подобалася перспектива бути дружиною сировара, і вона відкрила Синухета таємницю його народження — за кілька тижнів до народження Ехнатона одна з дружин Аменхотепа III народила від нього сина, проте, підступна Тія викрала його і відправила плисти вниз по Нілу в очеретяної човні. В знак докази істинності своїх слів Бакетамон відвезла Синухета в гробницю фараона, і показала зображення їх батька в юності — Синухета був точною його копією. А в цей час в храмі Атона лучники Хоремхеба розстрілювали молільників, серед яких була і Меріт. Прибігши в останній момент Синухета встиг тільки зловити убиту стрілою улюблену і закрити їй очі.
Після цього він пішов готувати отруту для фараона. Він приготував три келихи з отрутою — для фараона, для Хоремхеба і для себе. Випивши попередньо протиотруту, він разом з Хоремхебе пішов до Ехнатона. Ехнатон випив отруту і пробачив, вмираючи, своїх убивць, розповівши наостанок, що Бог — всюди, що можна вбити всіх людей, знищити всі дерева, прибрати з неба всі зірки — і так і не підібратися до Бога. Ці слова вмираючого нарешті відповіли на давнє питання «Чому?», який задався багато років тому маленьким десятирічним хлопчиком Синухета, і освятили його в віру Ехнатона. Він не дозволив Хоремхебе випити отруту, і сам не випив. Хоремхеб став фараоном, а Синухета став проповідувати культ Атона серед бідняків. Під час тріумфального прийому на честь перемоги над хетами, Синухета був спійманий вартою і жрицями, і відведений на поклон до новоявленого фараона, який проповідує те, що він останній фараон і з ним прийшов захід Єгипту. Хоремхеб вислухавши пророцтво і пам'ятаючи стару дружбу, наказує помилувати Синухета, але назавжди вигнати його за межі Єгипту.
…Старий, самотній, нікому не потрібний лікар писав в чужій країні спогади про своє життя для сина, про якого йому нічого не було відомо, крім того, що вірний Капто повинен був врятувати хлопчика і вивезти його з Фів. До Різдва Христового залишалося тринадцять століть…

## Історичні неточності
Сценарій фільму побудований на романі Мікі Валтарі «Синухет, єгиптянин», але сильно відрізняється, — частина подій опущена або сильно змінена. При цьому сам Валтарі свідомо відмовився від історичної достовірності на користь художності. Ім'я головного героя і частина канви оповідання (його життя в Сирії на півночі) взяті з давньоєгипетського «Сказання Синухет», однак дію перенесено з Середнього царства за часів XVIII династії Нового царства.
Так, наприклад, після смерті Ехнатона на єгипетський престол зійшов зовсім не Хоремхеб, а син Ехнатона і Кія — Тутанхамон. При ньому регентом була ймовірно Нефертіті — дружина Ехнатона, яка у фільмі взагалі не згадана. Однак у фільмі на трон сходить Бакетатон, яка історично померла в дитинстві.
Після смерті Тутанхамона Єгиптом правил Ея, ймовірно, що доводився Ехнатона дядьком. І тільки після Ея трон Єгипту дійсно дістався Хоремхебе.
Крім того, перше, що зробив Ехнатон, прийнявши кермо влади — це переніс столицю з Фів в Ахетатон — місто, відбудований за його наказом спеціально для бога Атона. Тому повернення героя через кілька років в рідні Фіви і зустріч його там зі «старим другом фараоном» видаються дещо дивними.
У фільмі відсутні деякі ключові герої роману, наприклад Птахор — офіційний вскриватель черепа фараона (деякі його риси приписані батькові Синухета), і Інтеб — герой війни, котрий надав сильний вплив на головного героя. Так само придумані відсутні в романі сцени, наприклад, в романі немає полювання на лева.
Сам фільм відноситься до жанру пеплум. У зв'язку з цим перераховувати ВСІ історичні неточності не представляється можливим та й необхідним.

## Цікаві факти
- Мерилін Монро жадала отримати роль Нефер, яка, однак, була закріплена за протеже продюсера Беллою Дарві. Це був другий з трьох фільмів Дарві. Згодом вона повернулася до Європи, де покінчила з собою в 1971 році.